# Winnie
Winnie er et navn, der er kortform af det engelske Winifred, der igen stammer fra walisisk Gwenfrewi.
Det bruges på dansk også i formerne Winni, Wini, Winie, Vinnie, Vinni, Vini og Vinie sammen med Winifred og Winnifred. Lidt flere end 5.500 danskere bærer et af disse navne ifølge Danmarks Statistik.
Vinnie bruges på engelsk også som et drengenavn, idet det så er en forkortelse af Vincent. 
Winnie bruges tilsvarende som et drengenavn, som en forkortelse af Winston.

## Kendte personer med navnet
- Winnie Berndtson, dansk kommunalpolitiker.
- Winni Grosbøll, dansk borgmester for Bornholms Regionskommune
- Winnie Mandela, sydafrikansk borgerretsforkæmper.

## Navnet anvendt i fiktion
- Winnie er en figur fra forskellige danske tv-sketches og satireprogrammer (Winnie og Karina). Hun spilles af Linda P.

## Andre anvendelser
- Winnie the Pooh er det originale engelske navn på Peter Plys.